# Wąwóz Bałaban
Bałaban – niewielki wąwóz na północ od Osiecka. Przebiega przez niego żółty szlak PTTK (wiejski). Wypływa z niego okresowy strumień – Bałabanka. W XIX wieku odkryto w Bałabanie przedhistoryczne cmentarzysko, które nie zachowało się do czasów współczesnych. 